# Siliștea (Constanța)
Siliștea é uma comuna romena localizada no distrito de Constanța, na região de Dobruja. A comuna possui uma área de 71.54 km² e sua população era de 1422 habitantes segundo o censo de 2007.